# 4541 Мізуно
4541 Мізуно (4541 Mizuno) — астероїд головного поясу, відкритий 1 січня 1989 року.
Тіссеранів параметр щодо Юпітера — 3,535.